# Tapisserie d'Aubusson
La tapisserie d'Aubusson est une tradition pluriséculaire, qui consiste à faire un tissage par des procédés lancés par des artisans issus d'Aubusson et de quelques localités de la Creuse en France. Comptant six siècles d’histoire — depuis les « verdures » du XVe siècle, puis la Manufacture royale de 1665, un début de XXe siècle florissant, la crise de l'entre-deux guerres et sa renaissance grâce à la venue de Jean Lurçat, en 1939 —, elle produit des tentures particulièrement de grandes tailles qui sont destinées à embellir des murs, des tapis et des pièces de mobilier.
L'Unesco a inscrit en 2009 « La tapisserie d’Aubusson » sur la liste représentative du Patrimoine culturel immatériel de l’humanité, après que ce savoir-faire a été inscrit à l'Inventaire du patrimoine culturel immatériel en France. En 2021, l'inventaire s'agrandit et le ministère de la Culture intègre les savoir-faire des lissiers d’Aubusson-Felletin à l'inventaire français du patrimoine culturel immatériel.

## Histoire

### Les origines de la tapisserie

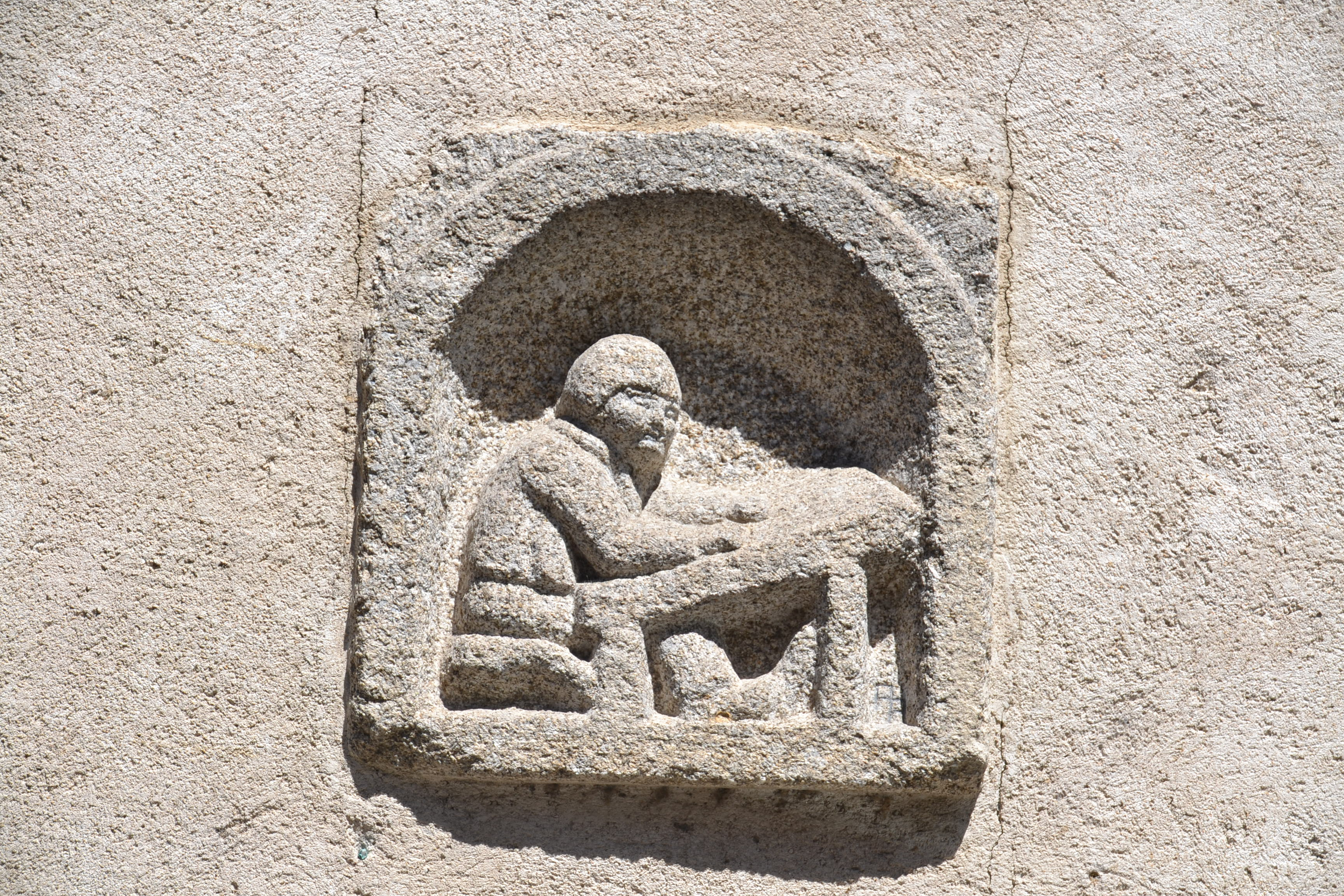
Tapissier, motif sculpté sur un mur d'Aubusson.

Les origines de la tapisserie sont incertaines. Certains auteurs disent qu'elle doit son origine à des Sarrasins qui se seraient installés sur les rives de la Creuse après leur défaite à Poitiers en 732. Ainsi que l'écrit l'abbé Lecler : 

« Attribuer l'origine d'Aubusson à une troupe de Sarrasins qui, échappés aux coups de Charles Martel en 732, se réfugièrent en ce lieu, c'est faire du roman, et non de l'histoire. Il est bon de remarquer que c'est l'expression tapis sarrasinois, donné à un genre de tapis fabriqué à Aubusson, qui a donné lieu à cette légende. »

Selon d'autres auteurs, tels Adrien Proust ou Adolphe Blanqui, « il est prouvé que des ouvriers de cette nation s'y établirent, par les réglemens du Châtelet pour la communauté des maîtres tapissiers, lesquels réglemens reconnaissent les Sarrasins pour les plus anciens de ce corps,,. »
Une autre origine possible est peut-être liée à Louis Ier de Bourbon, alors comte de la Marche. Il avait confirmé les privilèges d'Aubusson en 1331. En 1310, Louis de Bourbon avait épousé Marie de Hainaut († 1354). Autant d'éléments qui peuvent laisser supposer que le comte de la Marche, voire sa femme, auraient incité des tapissiers flamands à venir sur les bords de Creuse dont on se plaisait déjà à vanter la qualité des eaux acides pour dégraisser la laine et alimenter les teintures.
Que ce soit à l'initiative de Louis de Bourbon ou, peut-être, de marchands désireux de profiter d'une opportunité locale, l'économie drapière se reconvertit. Les paysans possédaient traditionnellement des troupeaux de moutons dont la laine était valorisée localement. Elle allait désormais permettre la fabrication de tapisserie. L'influence flamande fut d'emblée évidente dans les ateliers : même technique de la basse lisse, même sainte patronne (sainte Barbe).
Les premières tapisseries connues d'Aubusson ont été tissées par les frères Augeraing (1501).
Au fil du temps, en s'inspirant de Felletin, petite ville de la haute vallée de la Creuse qui accueille les premiers ateliers de la région, Aubusson devient la capitale mondiale de la tapisserie.

### Les thèmes
Les lissiers se sont d'abord intéressé aux tapisseries à verdures, puis ont commencé à produire des scènes de chasse ainsi que des scènes religieuses ou historiques. Ils utilisent la laine de mouton comme support pour la tapisserie.

#### Les verdures

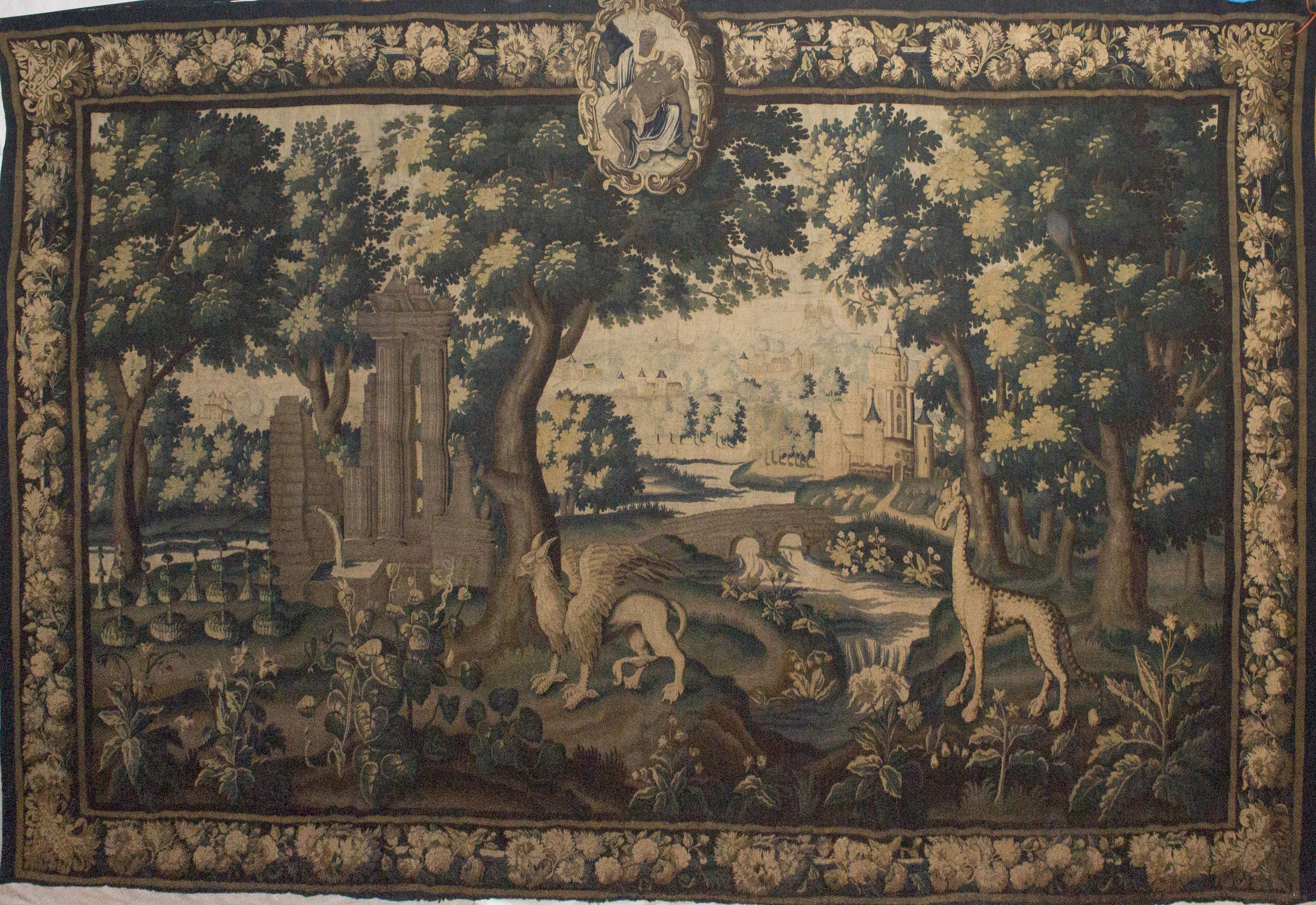
Verdure à la girafe, vers 1600, musée des Hospices civils de Lyon.

Les verdures possèdent un aspect énigmatique. L'une des plus belles illustrations est la suite des tapisseries d'Anglards-de-Salers. Les verdures, sous différentes formes, caractérisent la tapisserie marchoise. Les lissiers les tissèrent au XVIe siècle mais aussi les siècles suivants.
Encore aujourd'hui, elles représentent une part non négligeable de l'activité des ateliers même si elles sont moins en vogue depuis une trentaine d'années. La verdure, pour beaucoup, incarne la tapisserie d'Aubusson.

#### Les scènes de chasse
Les lissiers ont, au XVIe siècle notamment, beaucoup tissé de scènes de chasse : chasse à la licorne, au loup, au lion, au sanglier, au cerf… Les ateliers réalisaient inlassablement des tentures de cette veine. Elles ne sont pas sans rappeler les verdures mais elles représentent dans des tons sobres des personnages, souvent des cavaliers, aidés par des chiens, aux prises avec divers animaux.

#### Les scènes religieuses
Les ateliers marchois trouvaient l'inspiration également dans la religion (la vie des saints, l'Ancien Testament) et la mythologie ou encore dans les sujets historiques.

### Renaissance de la tapisserie d'Aubusson
Au cours du XXe siècle la tapisserie connaît un printemps artistique sous l'influence de Jean Lurçat, avant d'entrer dans une période de crise vers les années 1980.
Grâce à leur savoir-faire, les artisans d'Aubusson et de Felletin ont réalisé une considérable production au centre de la Creuse mais dont les pièces sont éparpillées à travers le monde. On peut ainsi citer les plus grandes tapisseries au monde qui ornent la cathédrale de Coventry, l'opéra de Sydney ou des aéroports au Moyen Orient, toutes tissées à Aubusson ou à Felletin. Le siège de l'Unesco à Paris, le paquebot France, le Kremlin, et de nombreux autres lieux prestigieux ont sur leurs murs de telles tapisseries.
Le classement en 2009 par l'Unesco de la tapisserie d'Aubusson sur la liste représentative du patrimoine culturel immatériel de l'humanité constitue un espoir d'une nouvelle renaissance, au XXIe siècle, pour une nouvelle génération qui s'active à faire renaître la flamme de cet art.

## Les artistes

### Les peintres duXVIIesiècle

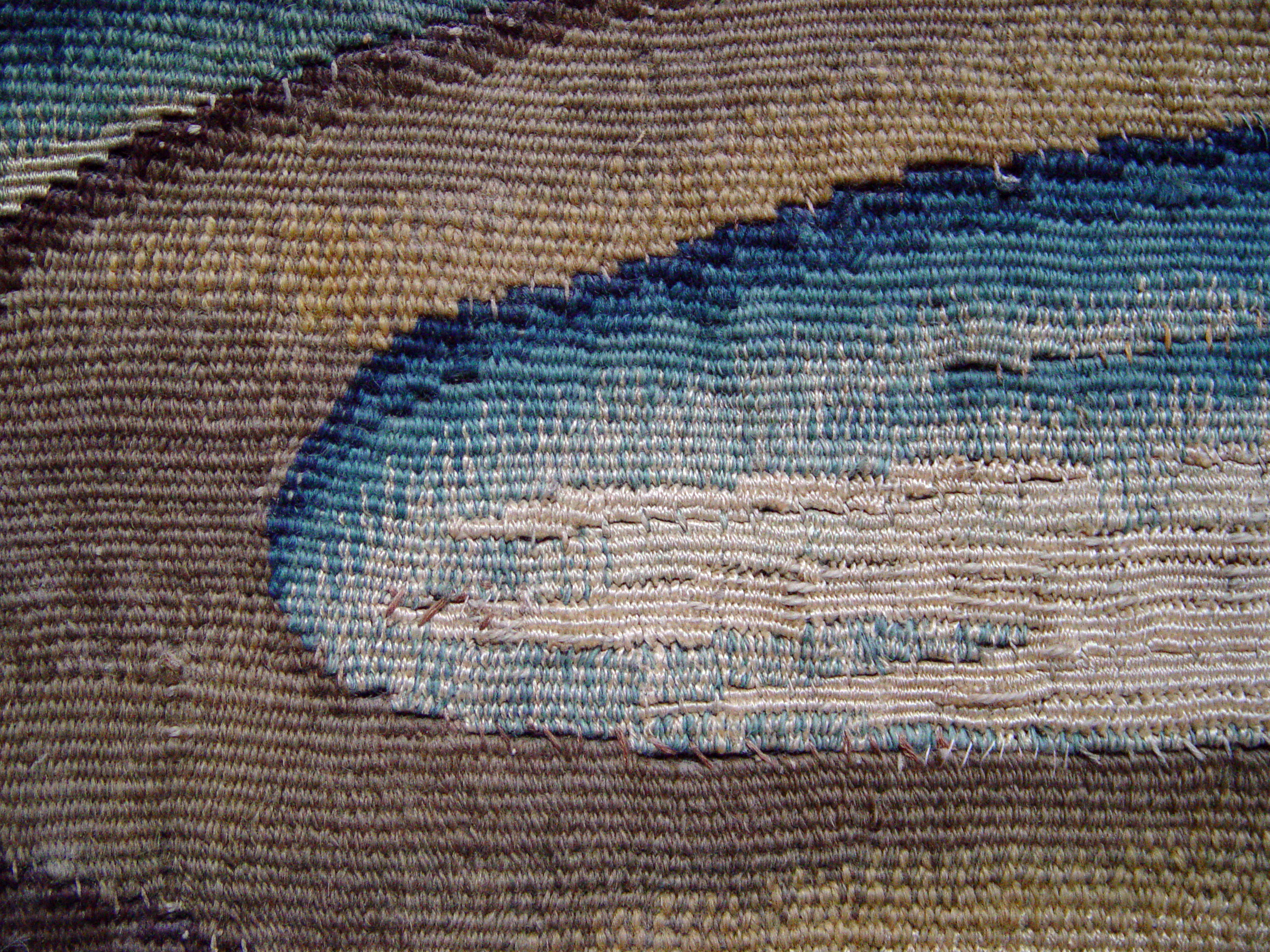
La Naissance de Marie (détail), tapisserie d'Aubusson, cloître Saint-Trophime.

Le peintre Isaac Moillon a réalisé de  nombreux cartons qui ont permis un magnifique répertoire pour la tapisserie d'Aubusson, et ce avant qu’elle ne reçoive le titre de Manufacture royale en 1665.
Certaines tapisseries de Moillon sont actuellement exposées dans le château de Villemonteix en Creuse.

### Les peintres duXVIIIesiècle

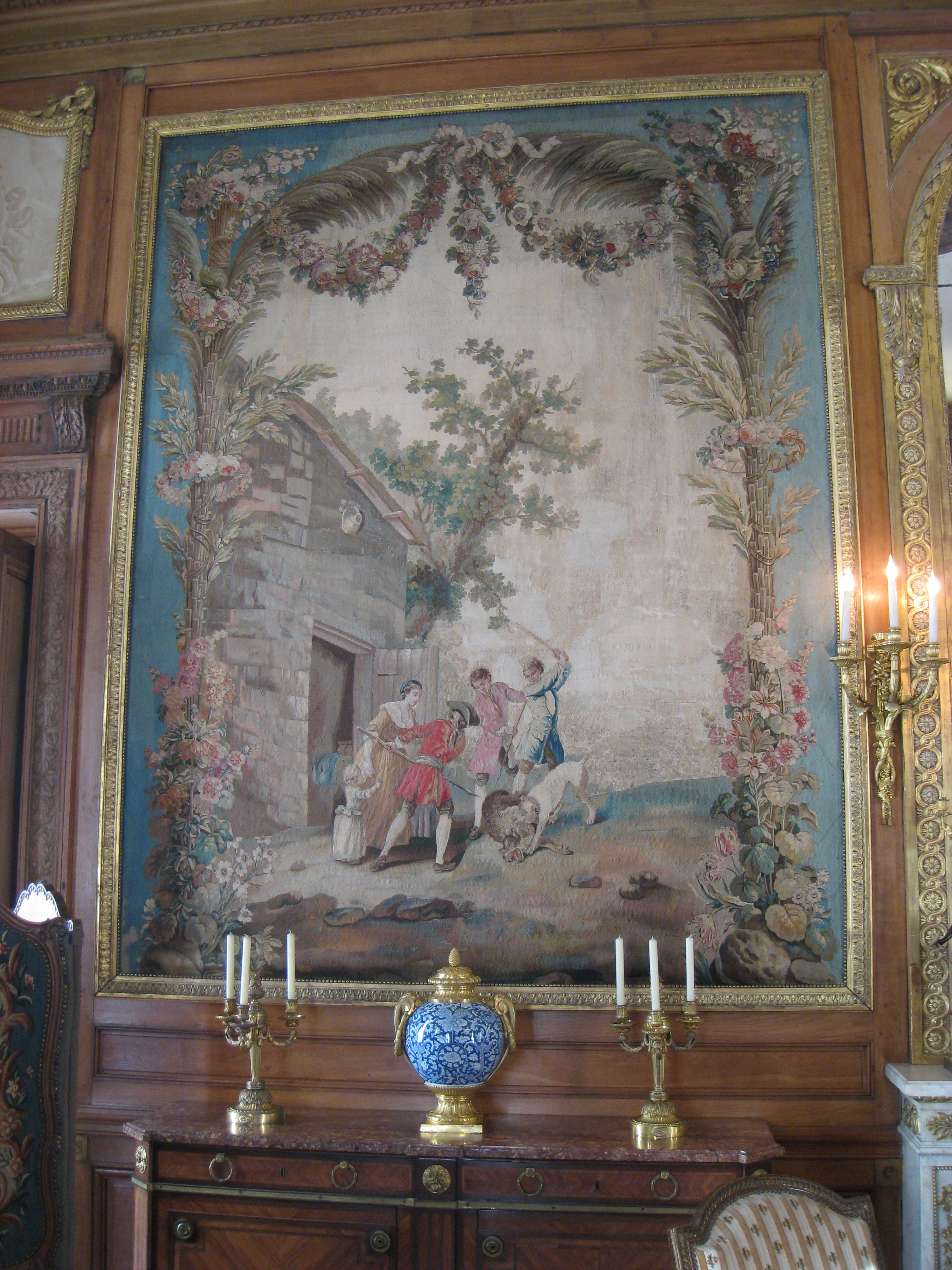
La fable du lion amoureux de La Fontaine, d'après Jean-Baptiste Oudry, musée Nissim-de-Camondo, Paris.

Au XVIIIe siècle, à Aubusson, l'apport de Jean-Joseph Dumons est considérable et stimulant. Les ateliers marchois s'inspirent également de peintres comme Jean-Baptiste Oudry (1686-1755) qui réalise, dès 1731, des modèles pour Aubusson. L'atelier Picqueaux tisse par exemple Les Métamorphoses d'Ovide, étonnamment décorative. On retrouve ce caractère particulier dans les « verdures fines », « les fables de La Fontaine » ou les chasses. Oudry est d'abord un peintre animalier. Devenu directeur artistique des manufactures de Beauvais (1734) et des Gobelins, il exerce une influence très forte sur la tapisserie française et donc sur la production marchoise.
François Boucher (1703-1770) inspire lui aussi les lissiers qui tissent volontiers ses scènes pastorales ou mythologiques. C'est un artiste habile et populaire. Watteau, Jean-Baptiste Huet, Le Brun, Lancret, ainsi que le successeur de Dumons, Jacques-Nicolas Julliard (peintre des manufactures marchoises à partir de 1755) fournissent quantité de modèles. Le rôle de Julliard, élève de Boucher, fut important jusqu'à sa mort, en 1790.
Julliard, comme Dumons avant lui, collabore avec des artistes creusois dont l'un des plus connus est François Finet qui, au XVIIIe siècle, se consacre passionnément à la tapisserie. Il excelle dans les chairs et d'une manière plus générale dans les personnages. En 1760, il devient « peintre en chef de Felletin »… Gilbert Finet et François Roby  fournissent également des cartons aux ateliers, tout comme Sallandrouze.
Le travail de Barraband est particulièrement intéressant. Jacques Barraband (1768-1809) connaît une notoriété nationale. Sa gloire naissante est contrariée par la Révolution française. Il doit alors élargir son éventail de production. Il illustre par exemple L'Histoire naturelle des oiseaux d'Afrique de Le Vaillant ainsi que divers ouvrages. Il crée des décors, réalise des cartons destinés aux Gobelins et aux ateliers de La Savonnerie. Il connaît la gloire lorsqu'il meurt à Lyon où il exerce en tant que professeur à l'École spéciale des arts et dessin.
Avec Barraband, François Roby marque son époque. Professeur de dessin à partir de 1742, il supplée Dumons en fournissant des dessins de tapis et en réalisant des cartons de tapisserie pour la manufacture de Felletin. En 1805, le sous-préfet d'Aubusson affirme dans un rapport que les « fabriques ont éprouvé, dans le cours de la Révolution, un anéantissement complet. Elles se rétablissent depuis quelques années et en ce moment leurs produits sont d'une certaine importance. Le luxe indispensable dans un grand État, pourra leur faire reprendre leur ancienne splendeur. Déjà à Aubusson il a été fabriqué des objets destinés aux palais de l'Empereur et des grands dignitaires. »
Albert Castel, auteur d'un livre paru en 1876, explique que « ce fut l'habitude qu'avaient prise les manufactures d'Aubusson de fabriquer des tapis de pied et de la tapisserie commune qui sauva leur industrie après la Révolution. »

Tapisseries d'Aubusson du XVIIe siècle
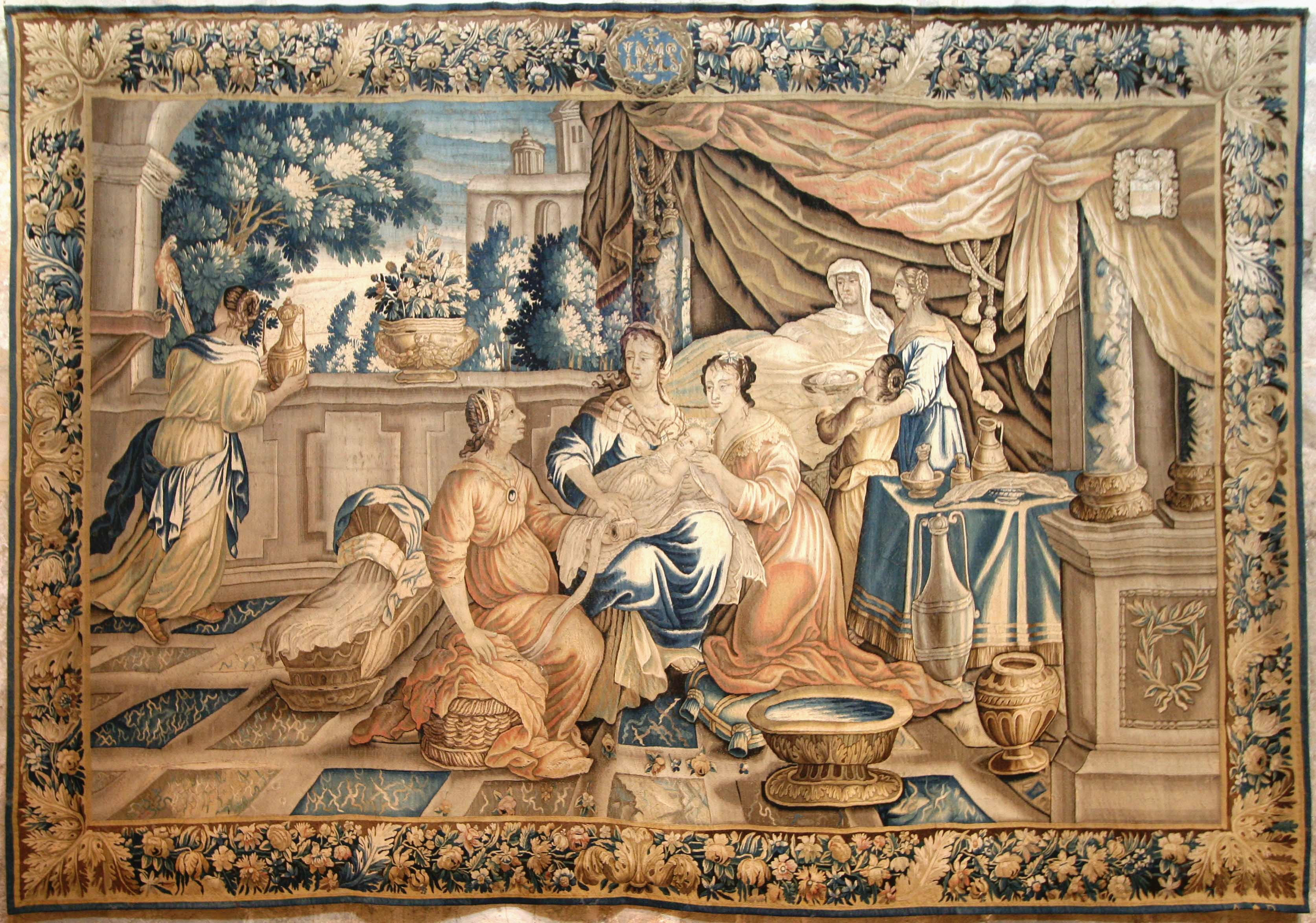
La Naissance de Marie, cloître Saint-Trophime, Arles.
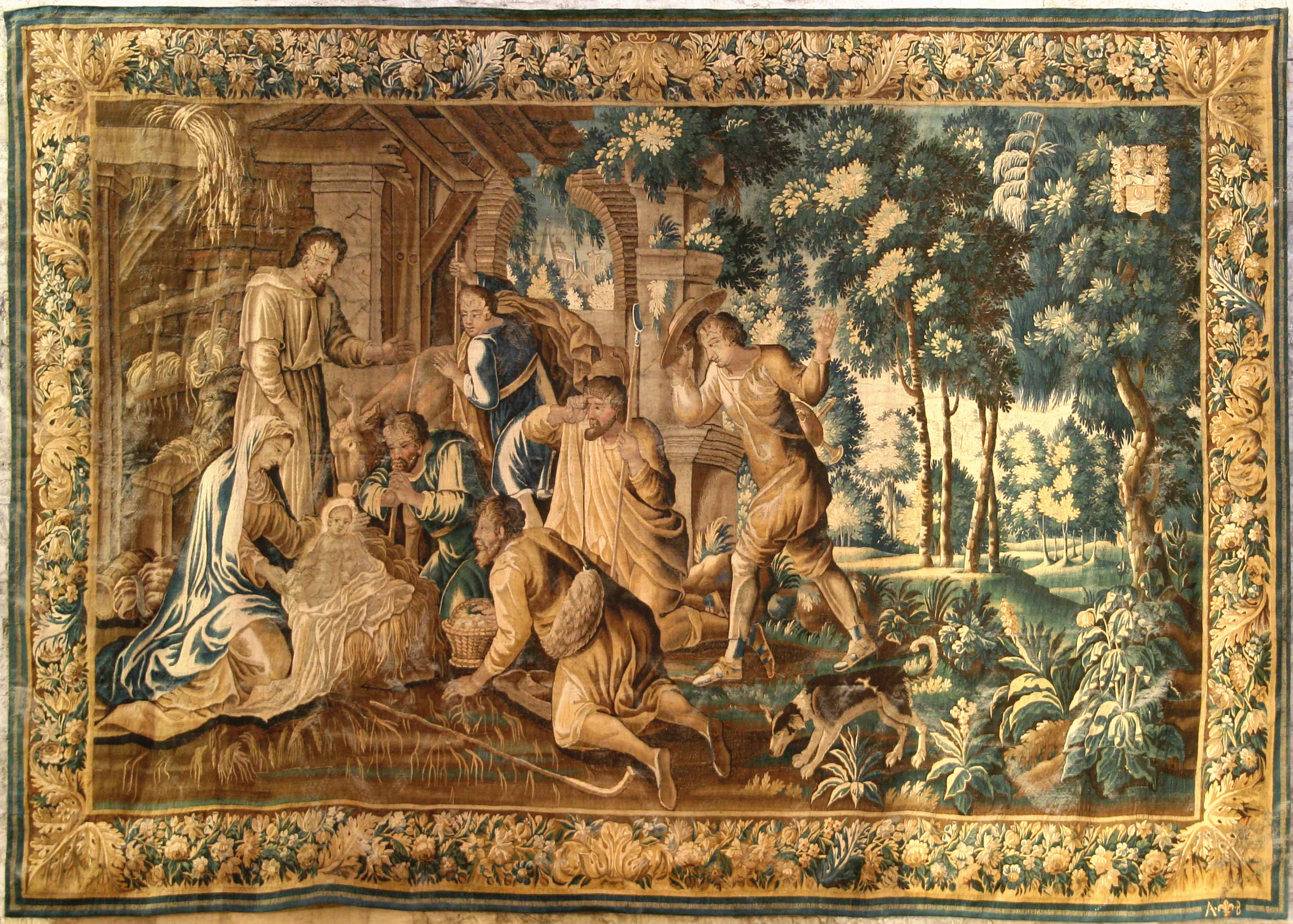
La Naissance de Jésus et les bergers, cathédrale Saint-Trophime, Arles.
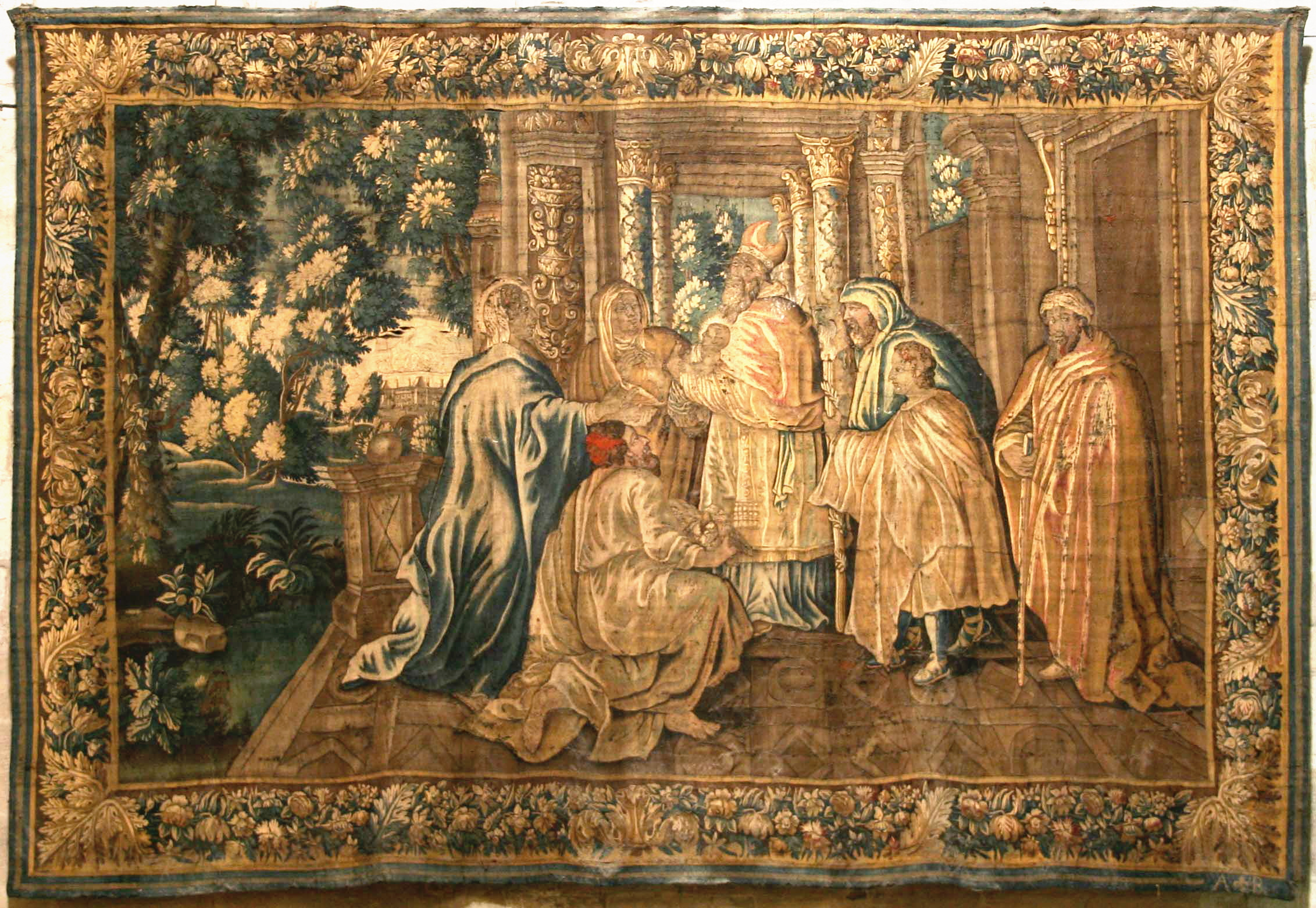
Présentation de Jésus au Temple, cathédrale Saint-Trophime, Arles.
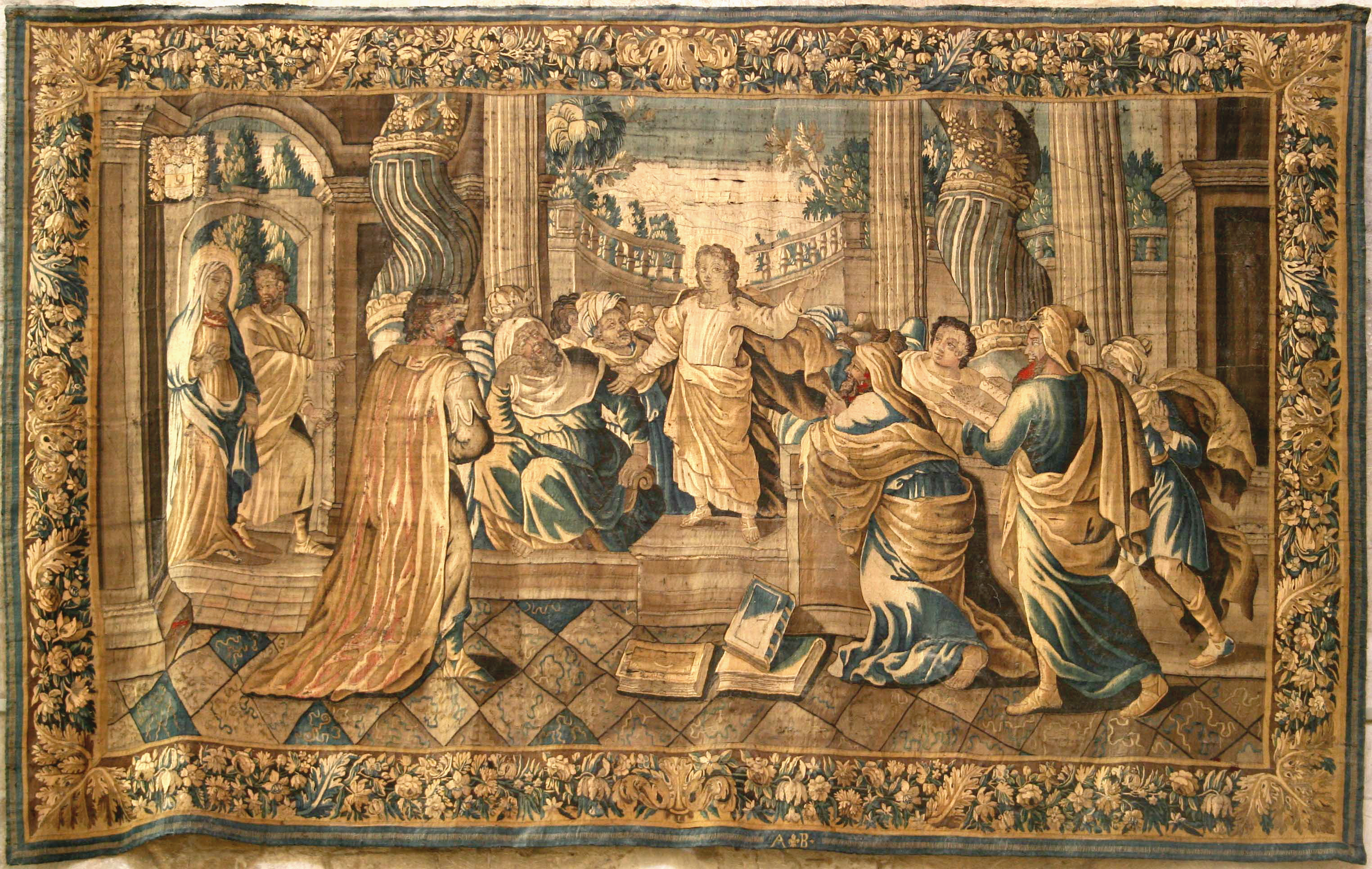
Jésus au milieu des docteurs, cathédrale Saint-Trophime, Arles.

Tapisseries d'Aubusson du XVIIIe siècle
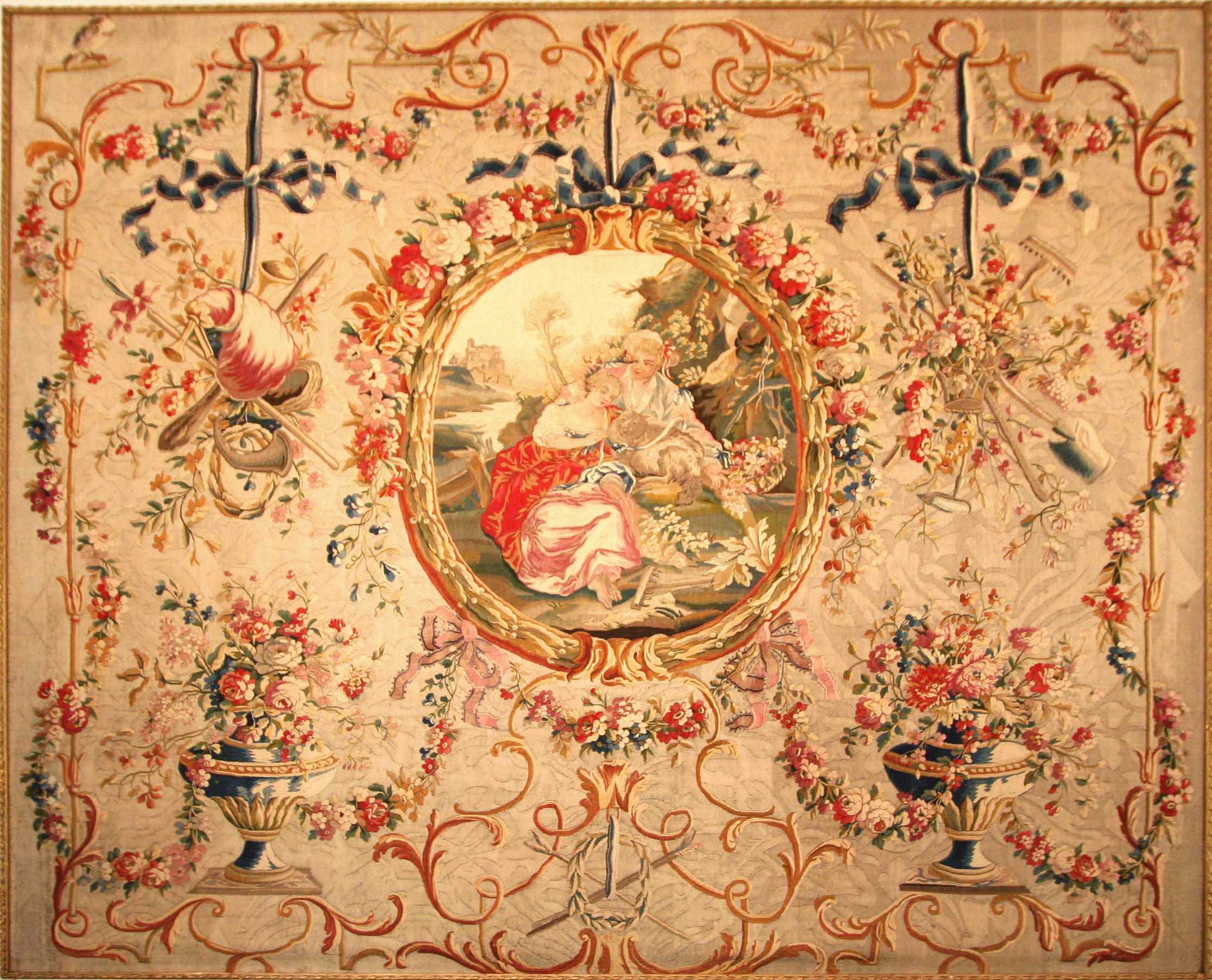
Tapisserie vers 1786, carton de J.B. Huet, musée Grobet-Labadié, Marseille.
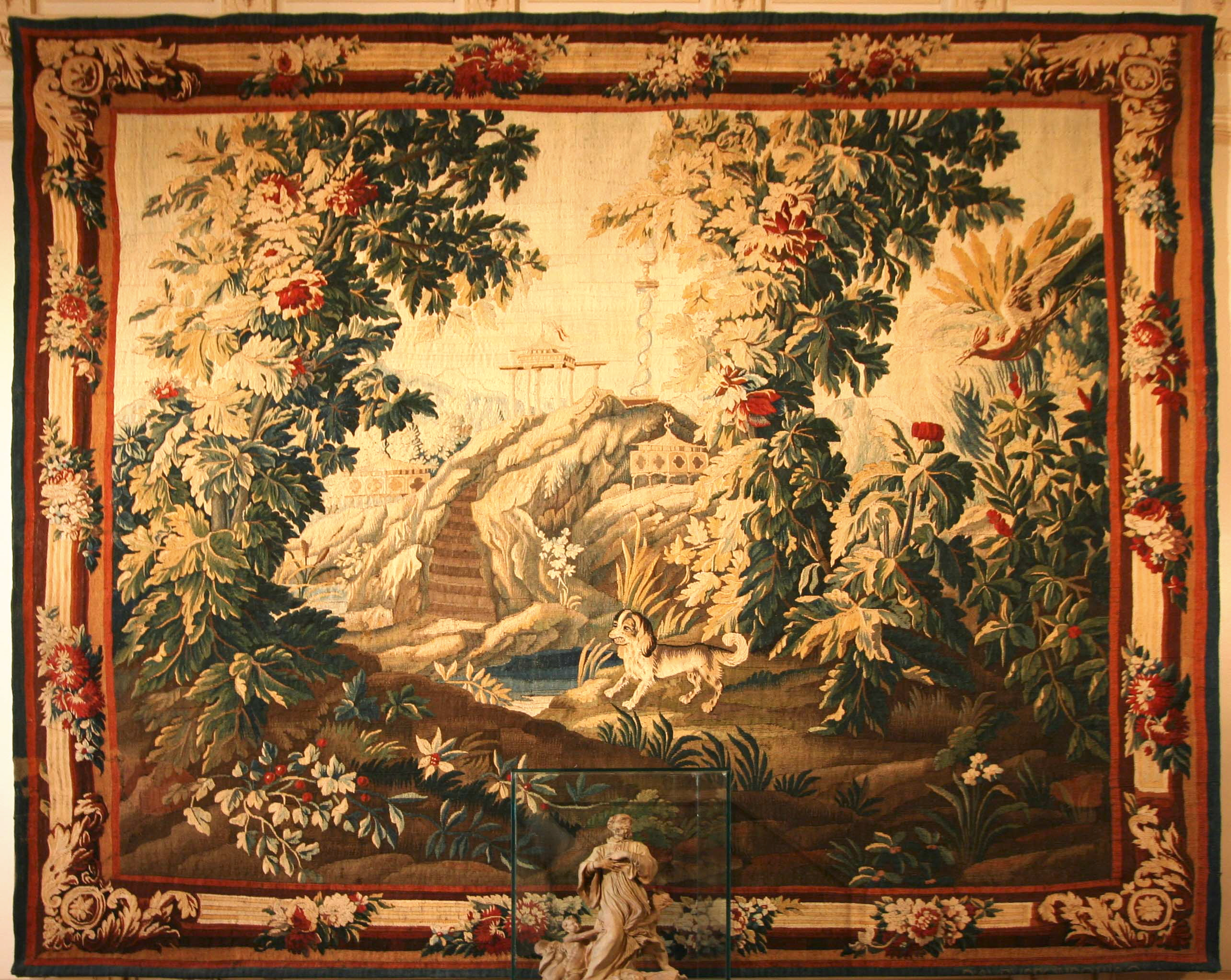
Paysage exotique, musée Grobet-Labadié, Marseille.
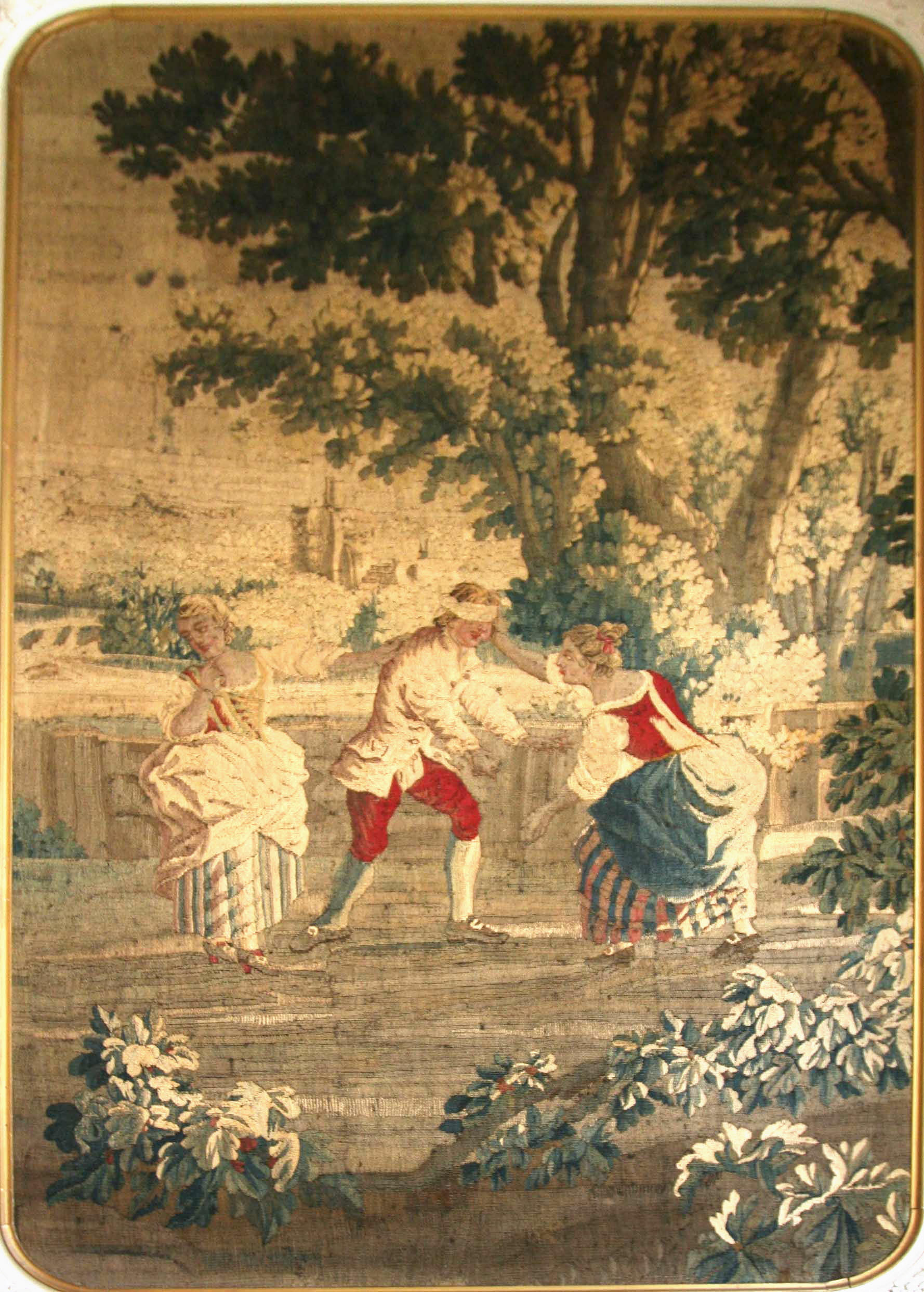
Jeu de collin maillard, musée Grobet-Labadié, Marseille.

### La tapisserie auxXIXeetXXesiècles
La tapisserie, au XIXe siècle, souffre d'un véritable manque de création. Certes une certaine prospérité revient mais son art continue à s'abâtardir. Elle s'emploie de plus en plus à imiter la peinture, perdant ainsi toute personnalité. Les tapissiers reproduisent les nuances des toiles peintes. Dégradés et lointains vaporeux se multiplient à l'infini.
L'État et les pouvoirs publics décident en 1884 de créer l'École nationale d'art décoratif d'Aubusson (ENAD Aubusson). En 1917, Antoine-Marius Martin en est nommé directeur. L'arrivée de ce peintre-graveur constitue une chance pour Aubusson. Il va pendant treize années œuvrer de manière exemplaire en faveur du renouveau de la tapisserie. C'est sous sa direction que l'ENAD participe brillamment à l'Exposition internationale des arts décoratifs et industriels modernes à Paris en 1925 (tapisseries et mobilier tissé de peintres renommés : Paul Véra, Georgette Agutte, Émile Bernard, Paul Deltombe, Louis Valtat, Jules-Émile Zingg, etc. A.-M. Martin donne également leur chance à de jeunes artistes locaux : François Henri Faureau, Élie Maingonnat ou Georges Rougier).
Peu de temps après avoir quitté la direction de l'école aubussonnaise, il publie un article dans la revue hebdomadaire de l'architecture La Construction moderne du premier avril 1934. Il y résume sa démarche et ses réflexions. Ce texte a conservé un caractère fondamental. Martin pose les bases du « carton moderne » de la tapisserie. Il dénonce l'influence néfaste d'Oudry (tissage en simili-peinture).
En 1930, Élie Maingonnat (1892-1966) succède à Marius Martin à la direction de l'ENAD. Il la dirige jusqu'en 1958. Maingonnat est un disciple de Martin. Il fut son élève avant d'être son collaborateur. Ce descendant d'une vieille famille de tapissiers et de peintres cartonniers se consacre à son tour passionnément au renouveau de la tapisserie. Il crée des cartons de tapisserie. Il s'emploie surtout à conforter l'école de la tapisserie, la dotant par exemple d'une salle d'exposition permettant d'intéressantes présentations. Maingonnat cherche à intéresser les artistes à la tapisserie. Il crée des cartons qui renouvellent le genre des verdures en simplifiant les formes et en respectant les bases établies par Martin.
Pour la première fois, Maingonnat et François Tabard rencontrent Jean Lurçat à Paris lors de l'Exposition internationale de 1937. Ils prennent rendez-vous et se retrouvent à Aubusson durant l'été de la même année ; or cette année-là, l'association « Les Amis d'Aubusson » organise l'exposition à Aubusson de la tenture en onze tapisseries (à l'époque) dite du « bestiaire fantastique » d'Anglards-de-Salers (Cantal). La découverte de cette remarquable suite tissée vers 1586 dans la région de la Marche intéresse vivement Lurçat. Il demande à Maingonnat de lui faire tisser des échantillons. Ils sont réalisés dans l'atelier-école que dirige Denis Dumontet. L'ENAD tisse notamment Bosquets et Le Chien afghan. L'hiver suivant, Tabard entreprend la réalisation de Moissons, une pièce qui part pour les États-Unis mais dont Lurçat n'est pas satisfait. Il aborde alors la technique dite du carton numéroté. Le peintre s'inscrit dans un réel courant rénovateur initié par Marius Martin.

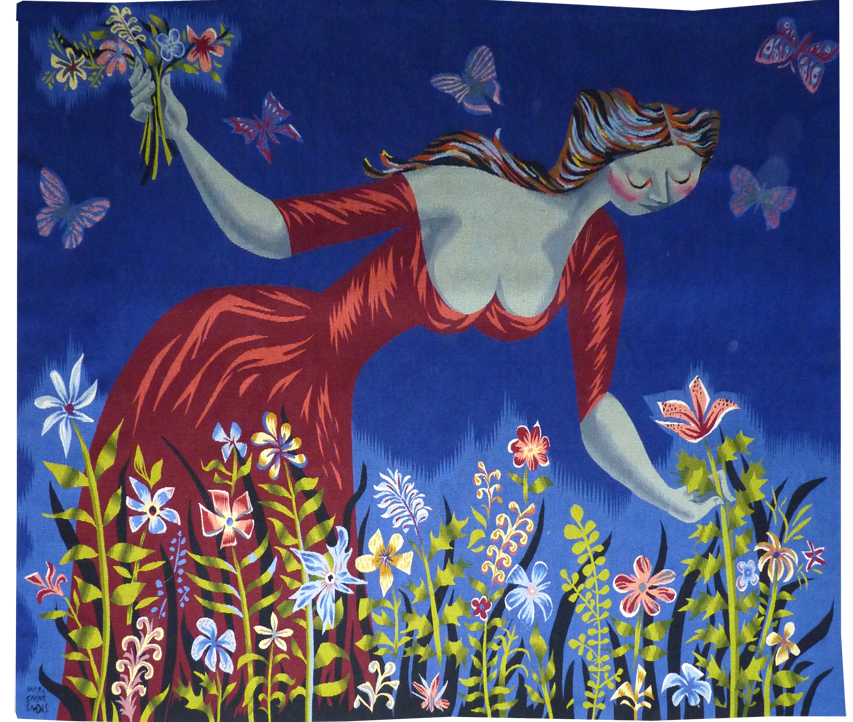
Le Bouquet, œuvre de consécration internationale de Marc Saint-Saëns (1951) ; tapisserie tissée par l'atelier Raymond Picaud, Aubusson.

À partir des années 1940, sous l'influence de Jean Lurçat, Marc Saint-Saëns s'oriente aussi vers la peinture de cartons de tapisserie qui feront sa renommée. Tous les deux participent à la fondation de l'Association des peintres cartonniers de tapisserie (APCT) en 1947.
1951 sera un des moments les plus productifs de la tapisserie d’Aubusson avec Le Serpent de mer rose qui décore le grand salon du paquebot Vietnam des Messageries maritimes. Et aussi le magnifique Bouquet, considéré un des chefs-d’œuvre de Saint-Saëns et de la tapisserie de tous les temps : il témoigne du sentiment affirmé pour la nature et la vie agreste, que l’on retrouve dans d’autres cartons de cette époque.

#### Jean Cocteau et Joseph Bouret
Le duo réalise une tapisserie pour la villa Santo Sospir de Saint-Jean-Cap-Ferrat, propriété de Francine Weisweiller. Judith et Holopherne marque le passage de Cocteau à la « poésie de laine ». Dès 1948, l'ouvrage nécessite des travaux préparatoires au pastel dont trois panneaux à la gouache ont été vendus aux enchères. Le lissier l'oriente vers un tableau attribué au Caravage (Judith décapitant Holopherne) d'où il trouve l'inspiration. Aujourd'hui, cette tapisserie est toujours visible dans la salle à manger.

#### Les années 1960
En 1960, Aubusson accueille de très nombreux peintres. Michel Tourlière devient directeur de l'ENAD. Des stagiaires fréquentent cette école et rencontrent des artistes de renom comme Alexander Calder, Charles Lapicque, Jacques Lagrange, Mario Prassinos, Dom Robert, Pierre Soulages…

### La tapisserie auXXIesiècle
En 2015, Emmanuel Gerard, directeur de la Cité internationale de la tapisserie d’Aubusson, et Bruno Ythier, conservateur en chef de la même Cité, choisissent Ymer&Malta pour renouveler le savoir-faire tapissier de la ville à l'aune de la création contemporaine. Le projet comporte sept pièces mêlant la tapisserie au mobilier. Le premier exemplaire de chaque pièce a intégré la collection permanente du musée de la Cité en 2020.

## Ateliers et artistes
Liste d'ateliers et d'artistes dont les œuvres sont tissées ou ont été tissées à Aubusson ou Felletin.
- Atelier Fanny Laporte : créations contemporaines, copies, en partenariat avec des artistes et designers contemporains.
- Atelier Espace Tapisseries Aubusson : Jean-Marie Dor[17].
- Atelier A2 : copies d'ancien et tapisseries modernes.
- Manufacture Robert Four : Louis Toffoli, Lartigaud, Folon, Dufy[Lequel ?], Claude Sauzet, Patrick Waravka[18].
- Manufacture Saint-Jean : Garouste et Bonneti, Jacquelot.
- Atelier Nicole David à Blessac : Lartigaud. Cinquin.
- Atelier René Duché à Saint-Dizier-Leyrenne (meilleur ouvrier de France en 1991) : production diversifiée.
- Atelier Aline Thivolle : création contemporaine selon ses propres cartons : à 23120 Banize.
- Atelier Catherine Finck à Blessac : Dom Robert, Marc Téhéry.
- Ateliers Pinton[19] à Felletin : Gromaire, Coutaud, Estève, Gilioli, Élie Grekoff, Henri Guérin, Lagrange, Le Corbusier, Lartigaud, Lurçat, Pierre Saint-Paul, Roland Bierge, Caly, Sonia Delaunay, Perrot, Marc Petit, Pym, Zadkine Ossip (cartons traités par Grekoff Elie), Françoise Malaprade.
- Atelier Françoise Vernaudon : Tapisseries modernes et copies d'ancien.
- Atelier Andraud : Gaston Thiéry, Bleynie.
- Atelier Bernard Battu : Valerio Adami, Jean Lamore, Pol Gachon, Garouste et Bonetti.
- Atelier Paul Avignon : Maingonnat, Lurçat, Jullien, Lanskoy, Bureau-Chigot.
- Atelier André Magnat à Blessac : Jean Picart Le Doux, Lartigaud, Marc Petit.
- Atelier Aznar-Colson à Meyssac : créations contemporaines et copies d'anciens.
- Atelier Caron à Blessac : production diversifiée, recherches originales.
- Atelier Philiponnet : spécialisé dans la copie de tapisseries anciennes.
- Atelier Denis Dumontet.
- Atelier François Faureau : Jean Jansem, Lurçat, Saint-Saëns, Lauer.
- Atelier Pérathon : Lurçat, Maingonnat, Chaye.
- Michel Berthaut : Picart-le-Doux.
- Atelier Bonjour : Chaye.
- Atelier Bourcy à Felletin : Favèze.
- Atelier Bouret.
- Atelier Borderies à Felletin.
- Atelier Henry : Matégot, Patrice Sully.
- Atelier Jansen : Lurçat.
- Atelier Quatre Barbe.
- Atelier Pierre Simon.
- Manufacture Bascoulergue (meilleur ouvrier de France) : Perrot, Legrand, Jean Labellie.
- Manufacture Tabard : Lurçat[20], Dom Robert, Jean Labellie, Henry Ilhe, Marie-Bernadette Poindefer.
- Manufacture Tapisseries de France : Lartigaud, Poulet, Fumeron.
- Manufacture de tapisserie Braquenié : tapisserie, tapis savonnerie, restauration.
- Manufacture Croc-Jorrand.
- Atelier de Martine : Lartigaud.
- Manufacture Danton.
- Manufacture Hamot : Roger Bezombes.
- Atelier Bernard Petit : Antoni Clavé, Miotte, Richard Texier.
- Atelier de France-Odile Crinière à Vallière : création contemporaine selon ses propres cartons.
- Atelier Michel Duché : production diversifiée.
- Atelier Suzanne Goubely : Lurçat, Gromaire, Mario Prassinos, Dom Robert, Tourlière, Lagrange, Hans Hartung, Agam, Gustave Singier…
- Atelier Camille Legoueix : Jullien, Robert Wogensky, Michel Four, Gleb, Borderie, Chaye, Jean Labellie, Sautour-Gaillard[21].
- Atelier la Lisse : Lartigaud, Poulet.
- Atelier Raymond Picaud : Jean Picart-le-Doux, Marc Saint-Saëns, Adam, Burhan Doğançay, Loewer, Braque, Delphine Bureau-Chigot, Le Corbusier, Pierre Saint-Paul, Calder, Dali, Jacques Lagrange, Marc Petit, Nicolas de Staël, Poliakoff, Max Ernst Arp, Picasso, Dufy, Chirico, Lapicque, Lanskoy, Linder, Cocteau, Gilioli, Magnelli, Léger, Seuphor, Zadkine, Agam, Arp, Bram Van Velde, Jean Labellie, Grekoff, Olivier Debré, Georges Chazaud, Tourlière, Lurçat,
- Atelier Fougerol : Maxime Fougerol est mort en 1992 ; célèbre pour sa collection de tapisseries anciennes, il a fait don de 135 tapisseries des XVIe, XVIIe, XVIIIe et XIXe siècles à la commune d'Aubusson en 2006[réf. nécessaire].
- Atelier Gisèle Brivet :  nommée Maître d'art en 1995 (première lissière en basse lisse)[22] : Fernand Léger[23], Lurçat[24], Picasso, Marc Saint-Saëns[25], Henri Brivet, Masson, Hartung, Duvillier…
- Atelier Hervé Lelong[26] à Paris : créations de Hervé Lelong.

## Liste de maîtres tapissiers

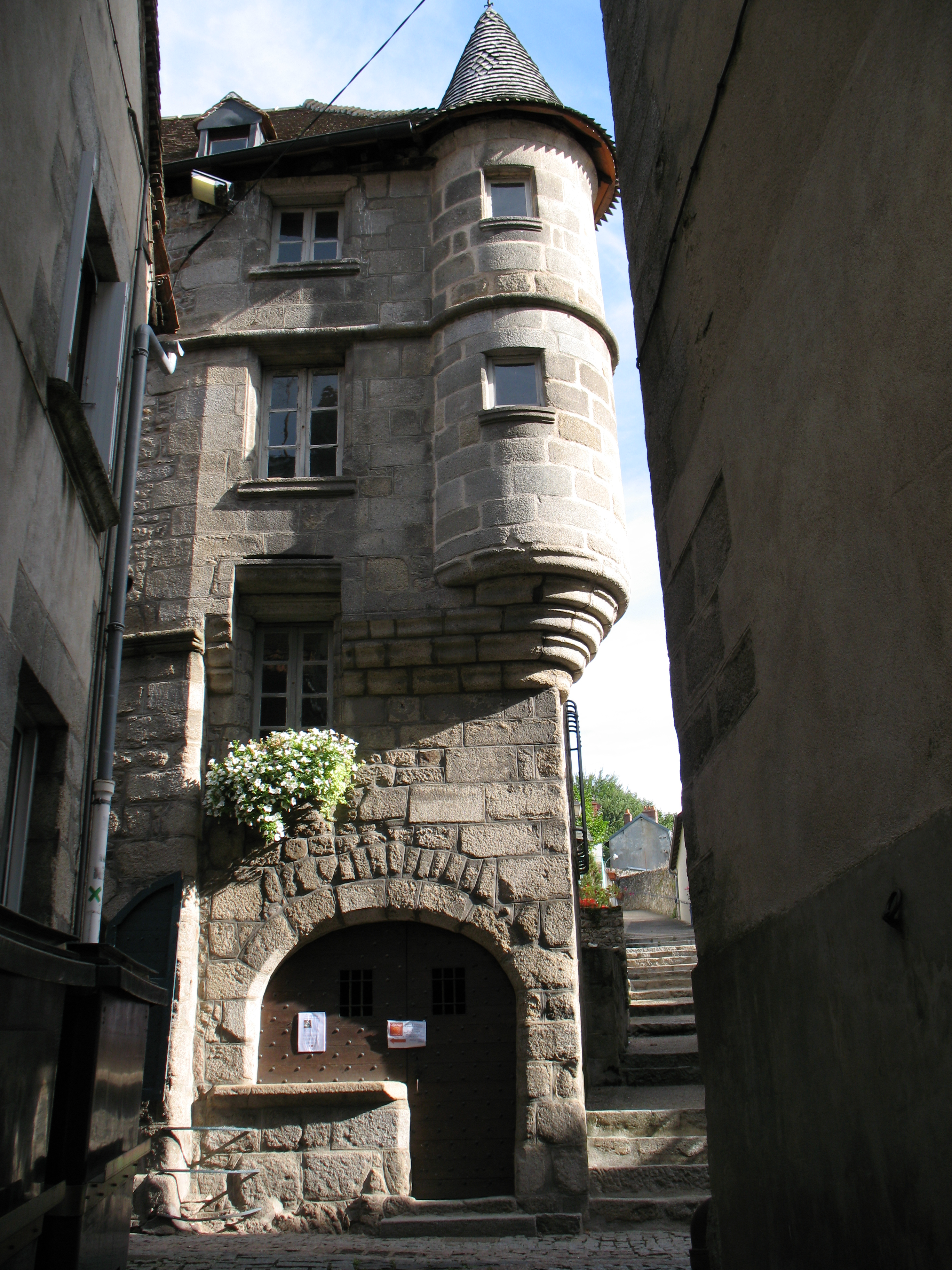
Maison d'une très ancienne famille de tapissiers d'Aubusson, les Corneille.

- Quelques patrons d'ateliers des XVIe et XVIIe siècles[27] :

Pierre Augeraing - Denys Barraband - Jacques Beby - Jehan Bertrand - Michel de La Brugière - Nicolas Cartaud - Jean de Chanet - Jean Chaumeton - Jacques Corneille - Léonard Deyrolle - Jehan du Cluzeau - Pierre Delarbre - François Deschazaulx - Michel Dumonteil - Pierre Fourton - Jehan Furgaud - François Galland - Jacques Garreau - Simon Grellet - François Laisné - Jehan de Landriesve - Jean Maignat - Jehan de Maillire - Michel Maingonnat - Pierre de Marcillat - Jehan Marthelade - Pierre Matheyron - Hiérosme de Montezert - Antoine Picaud - Martial Picon - Gabriel du Plantadis - Michel Rebiere - Michel de Seiglière - Antoine Tabard - Pierre d'Ussel - Jacques Vallenet - Léonard de Vialleix - Gabriel de Vitract - Jean Wask.
Raymond Picaud 
Jean François Picaud 

## Quelques tapisseries célèbres
(août 2023).
- La Dame à la licorne reste la tapisserie la plus célèbre d'Aubusson. Découverte dans l'un des plus grands et beaux édifices de la Creuse, le château de Boussac, elle est actuellement exposée à Paris au musée de Cluny.

La tapisserie a connu une histoire assez agitée. Construit au XIIe siècle, puis dévasté lors de la guerre de Cent Ans, réédifié et embelli, le château de Boussac a rechuté lors de la Révolution.
Il devient par la suite sous-préfecture, gendarmerie, annexe du champ de foire où séjournent les cochons. Racheté par de nouveaux propriétaires, le château est remarquablement restauré en 1965. L'actuelle propriétaire, Bernadette Blondeau, raconte que c'est elle qui a découvert la tapisserie de La Dame à la licorne.[réf. nécessaire]

## Reconnaître une tapisserie d’Aubusson

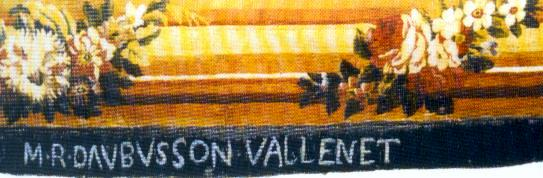
Lisière bleue de tapisserie de la manufacture royale d'Aubusson, Vallenet.

Les œuvres d'Aubusson sont le fruit d'un travail de six siècles d'inventivité de grands artistes. La méthode utilisée a certes évolué mais les techniques anciennes ne sont pas perdues. La tapisserie d'Aubusson sublime les siècles des verdures du Moyen Âge aux représentations contemporaines. Elle fait toujours l'objet de commandes de l’État pour des musées, des cathédrales ou de commandes privées.
Dans le tissage de la tapisserie, pour l'identifier, doit figurer la marque de la manufacture. Du XVIe au XVIIIe siècle : « M. R. Daubusson », avec souvent nom ou initiales de l'atelier, le tout sur lisière bleue ; pour Felletin : « M. R. de Felletin » sur lisière brune.
Sur les tapisseries postérieures ou même contemporaines figurent généralement le logo de l'atelier, la signature de l'artiste et le numéro de tissage. Il s'y ajoute obligatoirement un bolduc, une petite pièce cousue à l'envers de la tapisserie, qui indique le nom de l'atelier, celui de l'artiste avec sa signature, les dimensions et le numéro de tissage.
Chaque modèle est limité à huit exemplaires.

### Autres
Aux côtés de la tapisserie de basse (ou de haute) lisse réalisée à la main existent des productions diverses qui ne sont pas considérées comme œuvres d'art.
Les plus connues sont :
- les tapisseries Jacquard, tissage mécanique du nom du Lyonnais Joseph Marie Jacquard (1752-1834) ;
- les tapisseries sérigraphiées sur laine. C'est une impression réalisée sur un tissu type « reps » afin de créer l'illusion du tissage ;
- le canevas, « tapisserie au point » pratiquée à l'aiguille sur un tissu tramé et coloré ;
- les tapisseries, dites de style, désignent des œuvres de lisse, de tissage récent, réalisées selon des modèles anciens. Ne pas les confondre avec des tapisseries d'époque tissées aux XVIe, XVIIe et XVIIIe siècles.

### Films
- Les tapisseries d'Aubusson apparaissent notamment dans la série de films Harry Potter[29].